# Leo II. Mung
Leo II. Mung (auch „Lev der Philosoph“ genannt; mittelgriechisch Λέων ο Μούγγος, bulgarisch Левъ философъ, Лъв Мунг) war Erzbischof von Ohrid von 1108 bis 1120.
Leo war ein romaniotischer Jude, und Schüler des berühmten Rabbis Tobia ben Elieser, bevor er zum orthodoxen Christentum konvertierte. Seine Familie gehört zu den Juden, die in Deutschland verfolgt wurde. Als großer Gelehrter – daher der Beiname „Der Philosoph“ – wurde er vom Patriarch von Konstantinopel als Missionar in das Gebiet entsandt, das heute zur südwestlichen Ukraine gehört. Er beherrschte mehrere Sprachen.
Bald darauf wurde er als Erzbischof von Ohrid eingesetzt, wo er Nachfolger von Theophylakt von Ohrid wurde. Über sein Leben ist darüber hinaus wenig bekannt.
Leo gab eine Ikone in Auftrag, die bis heute bekannt ist, die Bogorodica od Blagovestenie; er erhielt den Ehrentitel Didaskalos ton Ethnon.